# Мохамед Буя Турей
Мохамед Буя Турей (англ. Mohamed Buya Turay, нар. 10 січня 1995, Фрітаун) — сьєрралеонський футболіст, нападник американського «Бірмінгем Леджен» і національної збірної Сьєрра-Леоне.

## Клубна кар'єра
Народився 10 січня 1995 року у Фрітауні. Займався футболом у місцевій команді «Маттія».
2013 року перебрався до Швеції, де приєднався до команди «Ювентус ІФ», у складі якої дебютував у дорослому футболі. Протягом наступних років встиг пограти у місцевій першості за «Вестерос», «АФК Ескільстуна» та «Далькурд». 
2018 року перейшов до бельгійського «Сент-Трюйдена». На сезон 2019 року повертався до Швеції, де став чемпіоном країни у складі «Юргордена». Сам нападник із 15-ма забитими голами став того року найкращим бомбардиром першості.
2020 року повернувся до «Сент-Трюйдена», утім того ж року перебрався до Китаю, де грав за «Хебей Чайна Форчун» та «Хенань Констракшн».
Протягом 2022 року знову грав у Швеції, цього разу за «Мальме», а протягом 2023–2024 років виступав у сусідній Данії у складі  «Оденсе».
У 2024 році став гравцем американського «Бірмінгем Леджен». 

## Виступи за збірну
2018 року дебютував в офіційних матчах у складі національної збірної Сьєрра-Леоне.
У складі збірної був учасником Кубка африканських націй 2021 року у Камеруні.
| Дата       | Місто        | Господарі    | Результат | Гості                | Турнір                                   | Голи | Примітки  |
| ---------- | ------------ | ------------ | --------- | -------------------- | ---------------------------------------- | ---- | --------- |
| 9-9-2018   | Уагадугу     | Ефіопія      | 1 – 0     | Сьєрра-Леоне         | Відбір до Кубка африканських націй 2019  | -    | 61'       |
| 4-9-2019   | Монровія     | Ліберія      | 3 – 1     | Сьєрра-Леоне         | Відбір до ЧС 2022                        | -    | 81'       |
| 8-9-2019   | Фрітаун      | Сьєрра-Леоне | 1 – 0     | Ліберія              | Відбір до ЧС 2022                        | -    | 59'       |
| 13-11-2019 | Фрітаун      | Сьєрра-Леоне | 1 – 1     | Лесото               | Відбір до Кубка африканських націй 2021  | -    | 56'       |
| 13-11-2020 | Бенін-Сіті   | Нігерія      | 4 – 4     | Сьєрра-Леоне         | Відбір до Кубка африканських націй 2021  | -    |           |
| 17-11-2020 | Фрітаун      | Сьєрра-Леоне | 0 – 0     | Нігерія              | Відбір до Кубка африканських націй 2021  | -    |           |
| 11-1-2022  | Дуала        | Алжир        | 0 – 0     | Сьєрра-Леоне         | Кубок африканських націй 2021 - 1-й етап | -    | 84'       |
| 16-1-2022  | Дуала        | Кот-д'Івуар  | 2 – 2     | Сьєрра-Леоне         | Кубок африканських націй 2021 - 1-й етап | -    | 73'       |
| 20-1-2022  | Лімбе        | Сьєрра-Леоне | 0 – 1     | Екваторіальна Гвінея | Кубок африканських націй 2021 - 1-й етап | -    | 46' 90+6' |
| 9-6-2022   | Абуджа       | Нігерія      | 2 – 1     | Сьєрра-Леоне         | Відбір до Кубка африканських націй 2023  | -    |           |
| 13-6-2022  | Ель-Джадіда  | Сьєрра-Леоне | 2 – 2     | Гвінея-Бісау         | Відбір до Кубка африканських націй 2023  | -    | 72'       |
| 24-9-2022  | Йоганнесбург | ПАР          | 4 – 0     | Сьєрра-Леоне         | товариський матч                         | -    | 65'       |
| 27-9-2022  | Касабланка   | ДР Конго     | 3 – 0     | Сьєрра-Леоне         | товариський матч                         | -    | 69'       |
| 14-10-2023 | Хурибга      | Бенін        | 1 – 1     | Сьєрра-Леоне         | товариський матч                         | 1    |           |
| 17-10-2023 | Хурибга      | Сомалі       | 0 – 2     | Сьєрра-Леоне         | товариський матч                         | 2    |           |
| 15-11-2023 | Ель-Джадіда  | Ефіопія      | 0 – 0     | Сьєрра-Леоне         | Відбір до ЧС 2026                        | -    | 67'       |
| 19-11-2023 | Монровія     | Сьєрра-Леоне | 0 – 2     | Єгипет               | Відбір до ЧС 2026                        | -    | 80'       |
| Усього     |              | Матчів       | 17        |                      | Голів                                    | 3    |           |

## Титули і досягнення
- Чемпіон Швеції (1):

«Юргорден»: 2019